# 斯屈吕普市镇
斯屈吕普市镇（瑞典語：Skurups kommun）是瑞典南部斯科讷省的一个市镇。其治所位于斯屈吕普。